# هندسة التغليف

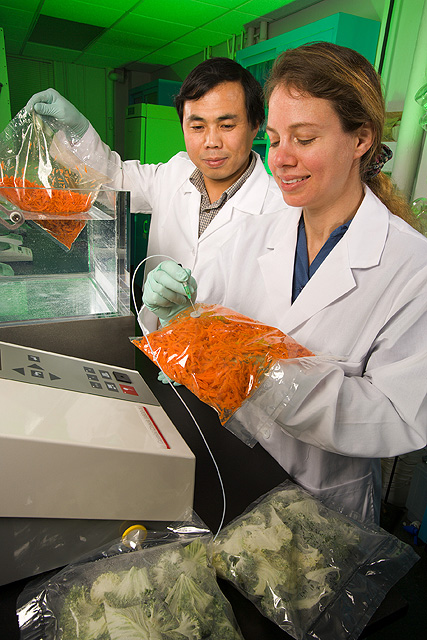
اختبار الجو المعدل في كيس بلاستيكي من الجزر

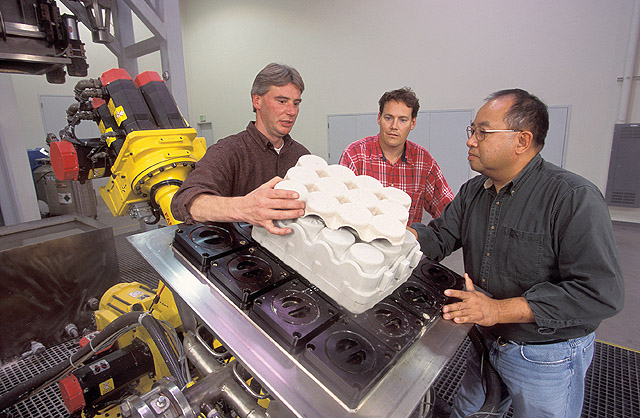
طور المهندسون طرقًا لتشكيل مكونات العبوات من مصادر متجددة مثل القش

تعتبر هندسة التغليف وتكنولوجيا التغليف وعلوم التغليف موضوعاً واسعاً يتراوح من تصوير المنتج إلى وضع المنتج. يستوجب على الجميع مراعاة واتباع جميع الخطوات طوال فترة عملية التصنيع وأكثر من ذلك ويجب ان يؤخذ في الاعتبار عند تصميم العبوة لاي منتج معين. هندسة الحزم هي مجال متكون من العديد من التخصصات يدمج العلوم والهندسة والتكنولوجيا والإدارة لحماية وتحديد المنتجات وذلك لتوزيع والتخزين والبيع والاستخدام. تشمل عملية التصميم وتقييم وانتاج الحزم. تتضمن هندسة الحزم الجوانب الخاصة للصناعة. الحفاظ على عملية فعالة وقليلة التكلفة
يقوم المهندسون بتطوير حزم كبيره متنوعه من المواد الصلبة المرنة. قد تحتوي بعض من المواد على درجات أو تجاعيد وذلك للسماح بالتحكم في الطي باشكال العبوات (تشبه احياناً الأوريجامي). تتضمن التعبئة والتغليف البثق والتشكيل الحراري وايضاً القولبة وتقنيات المعالجة العديدة. وعادة ما يتم تطوير الحزم للتصنيع والتعبئة والمعالجة والشحن بسرعة فائقة. يستخدم مهندسو التغليف مبادئ التحليل الإنشائي والتحليل الحراري وذلك في تقييماتهم

## التعليم
يمتلك بعض من مهندسي التغليف خلفيات عديدة في تخصصات أخرى كالعلوم أو الهندسة أو التصميم بينما يمتلك البعض منهم شهادات جامعية متخصصة في هذا المجال.
قد يتم ادراج برامج التغليف الرسمية على انها هندسة الحزمة. وعلوم التغليف وكذلك تكنولوجيا التعبئة والتغليف وما إلى ذلك. تتوفر برامج الماجستير والدكتوراه
يبدأ الطلاب في برامج التغليف عادةً بدروس عامة في العلوم والأعمال والهندسة ايضاً قبل التقدم إلى موضوعات خاصة في الصناعة مثل استقرار مدة الصلاحية وتصميم الصندوق المموج والتوسيد والتصميم الهندسي ولوائح وضع العلامات وإدارة المشاريع وسلامة الاغذية وكذلك الروبوتات والعلامات وإدارة الجودة واختبار العبوات وآلات التغليف وطرق اثبات التلاعب وإعادة التدوير والتصميم ويتم ذلك بمساعدة الكمبيوتير، إلى آخره.

## فهرس
- يام، كوالالمبور، «موسوعة تكنولوجيا التغليف»، جون وايلي وأولاده، 2009،(ردمك 978-0-470-08704-6)
- Hanlon، Kelsey، and Forcinio، "Handbook of Package Engineering"، CRC Press، 1998